# فولاند ایرکرافت
فولاند ایرکرافت یک شرکت هواپیماسازی بریتانیایی بود که بین سال‌های ۱۹۳۷ تا ۱۹۶۳ فعالیت داشت.

## هواپیماها
- فولاند اف‌او.۱۰۸
- فولاند میج
- فولاند نت

## موشک‌ها
- رد دین